# Polyura glauca
Polyura glauca är en fjärilsart som beskrevs av James John Joicey och Talbot 1916. Polyura glauca ingår i släktet Polyura och familjen praktfjärilar. Inga underarter finns listade i Catalogue of Life.